# スナッチャー
『スナッチャー』（SNATCHER）は、1988年にコナミから発売されたアドベンチャーゲーム。1988年にPC-8800シリーズ（PC-8801mkIISR以降の機種）およびMSX2用のパソコンソフトとしてリリースされ、後に派生作品や移植版が発売された。

## 概要
架空の近未来を舞台に展開される「サイバーパンク・アドベンチャー」である。後に『メタルギアソリッド』シリーズで有名となる、当時コナミに籍を置いていたゲームデザイナー・小島秀夫がシナリオと企画を担当した。PC版は松井直樹（MSX版『グラディウス2』の企画者）が率いたゲーム開発チーム「TEAM METALSLAVE」が制作した。
映画『ブレードランナー』をモチーフとした（小島本人の口から明言されている）サイバーパンク世界が舞台となっている。小島作品としては、映画的演出を導入した最初のゲームであり、そのゲーム設計や表現は後に発売された『ポリスノーツ』の原型ともなった。
当時のコマンド選択式アドベンチャーゲームにおいて主流であった「単純なコマンド選択」だけではなく、謎解きとしてキーワード入力を求めたり、ストーリー進行に併せて簡単なガン・シューティングシーンを取り入れるなどの演出が施されている。
物語の展開やバックに流れるダークなイメージなど、硬派なアドベンチャーゲームと言われている。一方、中だるみをほぐすためや緊張を和らげる効果を目的として中盤にギャグを点在させるために女性キャラクターを使ったとのこと。
SNATCH（スナッチ）とは、英語で「ひったくる」「強奪する」という意味。SNATCHERとは、人間の体を乗っ取る何者かのことを指す。スナッチされた人は、見た目は普通の人間と見分けが付かないが、正体はロボットのように機械化している。
PC版は諸般の事情（#開発を参照）によりストーリーが未完のままリリースされており、後にMSX2で最終章のストーリーを補完し完結させてジャンルをロールプレイングゲームに、キャラクターをディフォルメしたリメイク的作品『SDスナッチャー』（以下『SD』と略記する場合あり）がリリースされた。さらにPC版をベースに『SD』のストーリーもプラスした内容のものがいくつかの家庭用ゲーム機に移植されている（詳細については、#発売機種を参照）。

## ストーリー
2042年のネオ・コウベ・シティ（神戸港を埋め立ててできた架空の都市）を舞台に、人間を殺しその人物と入れ替わって潜伏している正体不明のアンドロイド・「スナッチャー」と、それを追う捜査官（ジャンカー、JUNKER）である主人公・ギリアン・シードとの戦いを描く。

## 用語
スナッチャー
正体・目的が一切不明のアンドロイド。人間を殺害し、殺害した人間とすり替わる（スナッチ）ことからスナッチャーと呼ばれる。素体は金属製の人体骨格標本のような形状をしている。すり替わった人間の性別・体型をはじめとした身体的特徴をすべて似せられる（血液型まで同じにできる）ため、一旦すり替わってしまうとスキャニング以外の手段でスナッチャーと判断することは非常に困難である。
しかし、筐体のサイズ限界があり、子供や老人、また背が極端に高い人間といった身体的に極端な特徴を持つ人間はスナッチできない。骨格はチタンをはじめとする超硬金属製であり、ランナーやバウンティ・ハンターが所持するブラスター以外で破壊することは不可能に近い。
力が強く、口腔奥にブラスターガンを装備。頭部に主要機器が集中しており、額部にある装甲の薄いスリット部分が弱点。
JUNKER（ジャンカー）
西暦2042年8月、警視庁所属チーム"対スナッチャー特殊班"と政府諜報機関"Rug・hunt（ラグ・ハント）"とが合併、設立された政府直属機関。Judgement Uninfected Naked Kind & Execute Ranger（スナッチされていない純粋な人間かどうか判断し処理する特捜隊）の略であり、一般人に紛れたスナッチャーを特定し、処理することが任務の政府直属の特殊警察を指す。JUNKERという名前で敵がアンドロイドであることから、「屑鉄処理人」ともよばれる。また、実際にスナッチャーを捜索・処理する者は、JUNKER内では通称「ランナー」と呼ばれる。
過去に魔女狩りじみた暴動が起きたため、証拠を揃えて令状が下りるまで被疑者をスキャンニング（X線などで透視）することを「スキャニング条例」により禁じられている。そのため、ランナーは被疑者がスナッチャーであるという証拠を集め、「スキャニング令状」を取得した上でスキャニングをしなければならない。スキャニングによりスナッチャーと判明すればその時点で処理を行う（上の許可はいらない）。
ナビゲーター
ランナーに支給される、ランナーの業務サポートを行う小型の二足歩行ロボット。いろいろな物を調査するための各種センサーやサーチライトやマニピュレータ、事件現場の分析や証拠物品の解析ができる人工頭脳を持ち、「スキャニング令状」を得ることにより被疑者をスキャニング、スナッチャーかどうかの最終判断を下す。また、ビデオフォンを内蔵しており、JUNKER本部をはじめとした各所への通信機としても使用される。
各ランナーの『相棒』として、ランナーの性格に応じた性格付けがなされており、ギリアンのメタルギアmk-IIが饒舌であるのに対し、ギブスンのリトルジョンは寡黙である。
バウンティ・ハンター
慢性的なランナーの不足を補うために、スナッチャーを処理することを政府が特別に許可・登録した賞金稼ぎのこと。ランダム・ハジルがこれに該当する。
スノースギ
遺伝子組み換え植物で、冬に雪のような花粉を飛ばす。

## 登場人物
- 声優はPCエンジン版以降において全て共通。
- （括弧）内は海外版声優。

### JUNKER所属
ギリアン・シード (Gillian Seed)
声 - 屋良有作 (Jeff Lupetin)
本作の主人公。スナッチャーの特定、排除を行う役割（ランナー）を担う。推定年齢31歳。
舞台から3年前、第17次シベリア捜索隊によって、原因不明の記憶喪失状態でジェミーと共に発見、保護される。妻（発見前の所持品から判明）のジェミーとは2年前に別居。保護された後に特殊訓練を受け、通称JUNKERとなった彼が、ネオ・コウベ・シティに配属された所からストーリーが始まる。
メタル・ギアmk-II (Metal Gear Mk.II)
声 - 小山茉美 (Lucy Childs)
ギリアンを補佐する小型の二足歩行のナビゲーター雄型ロボット。ハリーが20世紀の遺物であるメタル・ギアの設計図を元に開発した。通称「メタル」。高度な人工頭脳と高い分析能力を持つ。規則には厳しいものの、お茶目で憎めない性格設定がされており、場面や現場の解説やアドバイスをくれたり、ギリアンのボケに対してツッコミを入れたりもする。
もともとは、MSX2で発売されたゲーム『メタルギア』に登場した兵器の名称であり（メタル・ギアmk-IIの登場時には初代メタルギアの音楽が流れる）、核搭載型二足歩行戦車「メタル・ギア」に由来する。ハリー・ベンソンが初代メタル・ギアの兵器資料を発見。殺戮兵器としてではなく平和利用としてデザインを継承、外観と二足歩行を受け継いでいる。mk-IIの表記は、本作の初版販売対象機種であるPC-8801mkIISRに由来し、2番目の「メタル・ギア」という意味でもある。MSX2版『メタルギア2 ソリッドスネーク』の取扱説明書に収録されている資料欄では各種メタル・ギアのサイズ比較表にメタル・ギアmkII（SR以降）と書かれている。
なお、小型メタル・ギアは『メタルギアソリッド4』(PS3)にも、ソリッド・スネークのパートナーのオタコンが作ったメタル・ギアmk-IIが登場。従来のメタル・ギアと違い、ラジコン操作。人を殺すほどの力は持っていないが、電気ショックで敵を麻痺させることが可能。また、SDスナッチャーにはメタル・ギアmk-IIに代わり、さらに小型で手のひらサイズのプチメタルが登場する。
小山茉美の演じるメタル・ギアmk-IIの声はエフェクターを通さない完全な肉声で、しかもおよそロボットとは思えない個性的な、いわゆる「アラレちゃん声」で喋り、これに違和感を覚えたプレイヤーも多かった。これについては後に小島が「台詞もゲーム内容もドロドロした物が多く、そういうシーンと気持ちの切り替えができるように、あえて個性的なアラレちゃん声を採用した」と語っている。なお後述のサントラ版や海外版の音声はエフェクターを通したロボット声になっている。
ミカ・スレイトン (Mika Slayton)
声 - 冨永みーな (Kimberly Harne)
あらゆる情報の処理を担当するオペレーター。日本人とユダヤ人の混血。23歳。大学時に犯罪心理学を専攻、卒業後にコウベ特殊犯罪研究所からジャンカー本部に入る。JUNKER本部の受付もしている。
ベンソン・カニンガム (Benson Cunningum)
声 - 納谷悟朗 (Ray Van Steen)
JUNKERの指揮をとるリーダー。元FOXHOUND戦略教官。冷静な判断、緻密な戦略を持つ。46歳。
ハリー・ベンソン (Harry Benson)
声 - 槐柳二 (Ray Van Steen)
通称おやじさん。55歳。備品の開発、整備を行うメカニック。ランナーの使うブラスターの開発、メタルギアmk-IIやリトルジョンなどナビゲーターの開発を行っている。14歳で工学博士号を取り、ノーベル賞を3度も受賞した天才だが、脳細胞を活性化させる薬物を投与したため、その副作用で実年齢よりも老化が進んでいる。酒が好きで、いつも傍らに日本酒の酒瓶を置いている。
ジャン・ジャック・ギブスン (Jean Jack Gibson)
声 - 井ノ口勲 (Jim Parks)
腕利きのランナー。サイエンスコップとして働いていたが、妻アリスをスナッチャーに殺され、ジャンカーに転職。ギリアンの同僚だが、ギリアンがJUNKERに配属されたその日に殺害された。名前の由来は『ニューロマンサー』の著者ウィリアム・ギブスンから。身長185cm。血液型O型。55歳。
リトル・ジョン (Little John)
ギブスンのナビゲーターの雄型ロボット。メタル・ギアmk-IIと対照的にギブスンの性格に合わせ無口に設計されている。正式名称「LITTLE JOHN msx 011」。
- その他のランナーたち（名前だけで登場しなかった人物）
  - ルイス・ギルモア（ランナー：殉職）
  - セルジオ・グレイザー（ランナー：殉職）
  - デビッド・ジョンソン（ランナー：退職）
  - シュルツ・デッカード（ランナー：殉職）

### その他
ランダム・ハジル (Randam Hajile)
声 - 塩沢兼人 (Jim Parks)
1か月に4体ものスナッチャーを処理するほどの腕利きのバウンティー・ハンター（賞金稼ぎ）。神出鬼没の謎の男。
ジェミー・シード (Jaime Seed)
声 - 井上喜久子 (Susan Mele)
別居中のギリアンの妻。感受性が強く感情的な性格。ネオ・コウベ・シティ薬科研究所勤務。ギリアンと同じく記憶喪失中である。スナッチャーのお面でギリアンを驚かせたことがある。物語の鍵となる人物。血液型はA型。推定年齢29歳。
名前の由来は『地上最強の美女バイオニック・ジェミー』のジェミー・ソマーズから。
カトリーヌ・ギブスン (Katherine Gibson)
声 - 冨永みーな (Lynn Foosaner)
ジャン・ジャック・ギブスンの一人娘。学校に通う傍ら、ホログラム・サインのCMモデルとしても売り出し中のコケティッシュな美少女。14歳。ジュニアハイスクール課程中級に在籍。身長160cm。血液型B型。
イザベラ・ベルベット (Isabella Velvet)
ホログラム・ビジョンの人気女優。ダンサーとして働いていたところを、リドリースコッティ監督に認められてデビューした。身長175cm、血液型O型。
陳周鳳
声 - 井ノ口勲
医師免許を持っていない中国系の闇医者。
ナポレオン (Napoleon)
声 - 納谷悟朗 (Jim Parks)
情報屋。くしゃみをしていることが多い中国人。スノースギの花粉にアレルギー反応を示す。大量移民とともにネオ・コウベにやってきたが本名は誰も知らない。同じ小島作品の『ポリスノーツ』で、後姿でカメオ出演している。名前の由来は『要塞警察』のナポレオン・ウィルソンから。また、作中では「（スノースギの花粉が舞う）冬に弱い」ことから、冬将軍に破れたナポレオン・ボナパルトに引っかけた渾名であるとされている。身長155cm。血液型AB型。
「大惨事」の際に中国から避難してきた人物で化学の心得があり、中国語の元素記号が読める。

## 発売機種
| No. | タイトル                           | 発売日         | 対応機種                | 開発元           | 発売元 | メディア                                       | 型式               | 売上本数 | 備考                               |
| --- | ---------------------------------- | -------------- | ----------------------- | ---------------- | ------ | ---------------------------------------------- | ------------------ | -------- | ---------------------------------- |
| 1   | スナッチャー                       | 1988年12月13日 | MSX2                    | コナミ           | コナミ | 3.5"2DDフロッピーディスク3枚組+SCCカートリッジ | RA004              | -        |                                    |
| 2   | SDスナッチャー                     | 1990年4月27日  | MSX2                    | コナミ開発二部   | コナミ | 3.5"2DDフロッピーディスク3枚組+SCCカートリッジ | RA011              | -        | ロールプレイングゲームになっている |
| 3   | スナッチャー CD-ROMantic PilotDisk | 1992年8月7日   | PCエンジンSUPER CD-ROM² | コナミ技術研究所 | コナミ | CD-ROM                                         | KMCD2001           | -        | 体験版                             |
| 4   | スナッチャー CD-ROMantic           | 1992年10月23日 | PCエンジンSUPER CD-ROM² | コナミ技術研究所 | コナミ | CD-ROM                                         | KMCD2002           | -        |                                    |
| 5   | SNATCHER                           | 1994年12月15日 | Sega CD Mega-CD         | コナミ開発6部    | コナミ | CD-ROM                                         | T-95035 T-95035-05 | -        | 英語のローカライズ版               |
| 6   | スナッチャー                       | 1996年2月16日  | PlayStation             | KCE東京          | コナミ | CD-ROM                                         | SLPS-00154         | -        |                                    |
| 7   | スナッチャー                       | 1996年3月29日  | セガサターン            | KCE東京          | コナミ | CD-ROM                                         | T-9508G            | -        |                                    |
| 8   | SNATCHER                           | 2020年3月19日  | PCエンジン mini         | 未発表           | KDE    | プリインストール                               |                    | -        | PCエンジン版の移植                 |

### 各機種版解説
供給対象ハードウェアの機能的制約に縛られているため、同じ作品の移植とは言っても、移植ごとにその作品内容は異なっている。また、小島が開発に直接関わっているのはPC-8800シリーズ版、MSX2版、PCエンジン版のみであり、それ以降のMega CD版、Sega CD版は翻訳スタッフにより、小島の監修を経ずにローカライズがされている。PlayStation版、セガサターン版に至っては（同じコナミグループではあったが）小島が所属していたセクションとは全く別のところで移植が為されている（小島の主観的コメントとしては「中身の改竄がなされているので、ユーザーにはプレイして欲しくない」とのこと）。

### リリース略歴
PC-8800シリーズ版
開発期間や供給媒体容量の問題から後半部分を大幅にカットされ、ACT.1とACT.2のみの未完の作品としてリリースされた。
PC-8801シリーズ版のBGMはYM2203への対応に加え、ADPCM、リズム音源などは使用していないものの一部機種以外はオプションであったサウンドボードII相当のYM2608にも対応しており、ステレオのサウンドとなる。
またパソコン版に限り、新規ゲーム開始時のみ主人公のファーストネームを「ギリアン」から好きな名前に変更ができた。
メッセージ表示は内容に応じてテキストが様々な色に変わる他、台詞部分は男性は低い音、女性は高い音でタイピングSEが入り、表示速度も言い回しに合わせて可変して、あたかも登場人物が喋っているかのような演出がなされている。
パソコン版はエンドロールが非常に長いのも特徴で、全長で20分近くある。クレジットの中にはパッケージをシュリンクしているシールのデザイナーや、テキストの入力でエディタとして使用されたソフトウェア（一太郎）の名称まで記載されている。
製品版発売に先駆け、プロローグとオープニングクレジット部分のみを収録した店頭用デモディスクが販売店に配布されたが、その版ではプロローグの新聞で記載されている墜落した飛行機の名前が「JAL400便」になっている（製品版は「SOS400便」）。
パソコン版は当初はPC-8800シリーズ専用ソフトとして企画されたが、役員会で「発売本数を確保するため、MSX2版も作成すること」という条件が出されたため、PC-8800シリーズとMSX2での発売となった。
PC-8800シリーズ版は、コピーしたディスクで起動すると、ギリアンとミカとメタル・ギアmk-IIの『正規品を購入してください』という趣向のショートドラマが展開される。
MSX2版
PC-8800シリーズ版と同時発売の予定であったが、約1か月遅れで発売された。MSX2版はPC-8800シリーズ版の開発が始まってから発売が決まり後追いで制作されたもので、実質上はPC-8800シリーズ版の移植作である。企画時点では、小島はMSX2に横512ドットの高解像度グラフィックモードが存在することを知らず、PC-8800と同程度のグラフィックをMSXで表現することは無理だと思っていた。
MSX2版はゲーム本体にSCCカートリッジが同梱されており、装着することでSCC音源+PSGによる独特な音色を楽しむことができた。このSCCカートリッジには音源チップの他にディスクキャッシュ用のDRAMが64KiB搭載されており、そのためSCCカートリッジを装着していないとソフトが起動しない作りとなっている。また、DRAMへのリフレッシュが止まるとゲームがフリーズするため、説明書にはMSX本体のポーズボタンやスピコンを使用しないよう注意書きがされていた。本製品に添付されたSCCカートリッジはソフトウェアが搭載されていないことから、そのまま別のシステムが起動可能であることや、雑誌などで仕様が公開されたこともあって、その後DTMとしてSCC音源を鳴らすためのツールやMMLが開発された。
SCCカートリッジが事実上のプロテクトドングルになっていることから、ソフトウェアにはプロテクトがかけられておらず、そのためソフトウェアはバックアップが可能になっている。
内容面ではPC-8800シリーズ版のダウンサイズ移植となっていることから、音源部分を除いてほぼ同じ作りとなっているが、圧縮済み画像データの展開アルゴリズムが最適化されていないため、データをロードしてから画像が表示されるまでに非常に時間がかかる。また、画像自体もPC-8800シリーズ版に比べ外周がカットされて一回り小さくなっている。細かい部分では「チームロゴのMETALSLAVEの表示がない」「タイトル画面のみアナログ16色を使用」「シューティングシーンのクロスハッチと攻撃弾の表示がPC-8801シリーズ版ではテキストプレーンからスプライトへ変更」などの違いがある。漢字表示はソフト上で持っているフォントで表示しているため漢字ROMが不要となっている。
使用されているBGMは、音源のチャンネル数ではPC-8800シリーズ版と同等であるものの、音源自体が異なることから、単純にPC-8800シリーズ版の音源パートの置き換えではなく、SCC音源の特性に合わせて編曲されている曲が多い。特にFM音源のように音質でバリエーションを出せない部分を、音源パートを重ねて音に厚みを持たせることで補完させているアレンジが多い。MSX2版のエンドロールはMSX2版の制作スタッフに加えて、オリジナルのPC-8800シリーズ版スタッフもすべて記載されているので、PC-8800シリーズ版よりもさらに尺が長くなっている。
SDスナッチャー（MSX2版）
先発版のリメイクであり、これらに存在しなかった最終章であるACT.3が存在する。エンディングを除きキャラクターを2頭身のSD（スーパーデフォルメ）化し、ロールプレイングゲームという異なる表現形態を採って制作された。コミカルな雰囲気と裏腹にシリアスな展開が続く内容となっている。また、ハリーの助手「ジェフリー・トネガワ」など、本作のみのオリジナルキャラクターも登場する。本製品もSCCカートリッジが同梱されており、SCC音源+PSGによるBGMを楽しむことができた。なお、前述の『スナッチャー』添付のカートリッジとはDRAMの実装アドレスが異なっており、流用することができないようになっているほか、同じ理由でコナミMSXゲーム初期作品集「コナミゲームコレクションシリーズ」ではこちらのSCCカートリッジを拡張音源として認識しない。
本作は小島による企画ではないものの、ダイアローグおよび企画サポートとして制作には参画しており、そのため原作と微妙に異なるストーリー展開も、不自然さはほとんどない仕上がりとなっている。
PCエンジン SUPER CD-ROM2版
『CD-ROMantic（シーディーロマンティック）』と銘打っており、同社初のCD-ROMを使用したSUPER CD-ROM2用ソフトとして、ACT.3を収録して完結させた、初めてのアドベンチャーゲームとしての完全版となる。
グラフィックはパソコン版より横の解像度が半分になったものの、カラーがデジタル8色からアナログ512色となり全面レタッチされた。また、CD-ROMの特性を活かして、アニメーション効果、声優による音声などが追加され、より映画的な演出が可能となった。BGMはPC-8800シリーズ版ベースであるものの、音源に波形メモリ音源を使用していることから音色はMSX2版に近いものとなっている。また、一部BGMのなかったシーンに新規BGMが追加された。CD音声の再生ではローランドのRSS（Roland Sound Space）技術を用いた疑似サラウンドが採用されている。マニュアルは説明書と設定資料集の2冊構成となり、そのためソフトはCD-ROM1枚であるが、2枚組用のCDケースで販売された。
メッセージ表示はパソコン版のようなタイピングされる演出がなくなり等速（ほぼ一瞬）で表示されるのみとなった、ただし山場となる部分は声優音声による肉声で展開される。シューティングシーンはパッド操作が「SELECTボタンを押して銃を構える→照準が表示され、方向ボタンで照準を動かして決定ボタンで発射」という操作となり、単純にテンキーのモグラ叩きであったパソコン版に比べて、必然的に難易度が上がっている。
生産コストの安いCD-ROMを生かした販売戦略として、本製品発売に先駆けてパイロットディスクが制作され、安価で発売された。このパイロットディスクは発売本数が極端に少なく、発売当時は入手困難だった。パイロットディスクの体験版において「ACT.1 SNATCH」のテロップ画面で流れるBGMは、製品版で使用されたジングルではなく、パソコン版と同じ「Evil Ripple」のアレンジ曲が使用されている。また、看板に描かれているNECロゴが製品版では青文字の部分が赤文字の旧ロゴになっている。
パイロット版と製品版のマニュアルにそれぞれ付いている半券を組み合わせて応募すると、プレゼントが当たるキャンペーンも実施された。
Sega CD版、Mega CD版
PCエンジン版をベースとした移植版。英語版としてセリフも新規収録され北米（Sega CD）および欧州（Mega CD）にてリリース、海外版のみの発売で国内版は未発売という異色のバリエーションとなった。一部残酷描写があるため、Sega CD版はT（13歳以上）、Mega CD版は18+（18歳以上）の指定をそれぞれ受けている。
グラフィックは基本的にPCエンジン版のコンバートだが、実際はローカライズ以外でも人物画を中心に細かく修正されており、単純にPCエンジン版の画像をそのまま使い回しているシーンはあまりない。内蔵音源で演奏されるBGMはPC-8800シリーズ版のサウンドボードIIに近いものとなっているが、一部で大幅なアレンジが加えられたものや全くの新曲に差し替えられた曲もある。シューティングシーンではコナミ製の光線銃「ザ・ジャスティファイアー」に対応している。Sega CD版とMega CD版の違いは、リージョンコードと映像出力（NTSC/PAL）以外ではメタルギアの台詞が一か所異なるのみである。
プロローグデモ後のオープニングロールは、日本地図からネオコウベシティの位置が明示される演出で始まり、ゲームの舞台が日本国内の都市であることが強調されている。また旧来より説明書内の読み切りコミックとして収録されていたプロローグの一部である、ギリアンとジェミーの面会シーンがデモとして挿入されるなど、オープニングは凝った仕上がりとなっている。
開発は日本で行われたが小島は今作には関与していない。そのため、小島の意図しないところで翻訳スタッフによる設定や名称、シナリオの一部変更がなされている。変更の大部分は海外で不適切となる表現の修正である。主な変更箇所は下記のとおり。
- 年代設定がすべて5年後に変更されている。それに合わせ、チェルノートン研究所での事故発生が1991年→1996年に、ゲーム本編開始時の年代が2042年→2047年にそれぞれ変更されている。
- カトリーヌの年齢設定が14歳から海外での成人年齢に当たる18歳に引き上げ。変更されたのは年齢のみで、ノースリーブだった上着は長袖に変更されている以外は、キャラクターデザインやグラフィック面で変更はない。
- 捕鯨問題に配慮してギブスンがアウターヘブンで食べた物が鯨肉から水牛に変更。
- JUNKERの正式名称が、いわゆる「日本語英語」からネイティブで通用する名称に変更。

海外版：Japanese Undercover Neuro-Kinetic Elimination Rangers
国内版：Judgement Uninfected Naked Kind & Execute Ranger
- 「ジョイ・ディビジョン」がイギリスのロックバンドと同名であるため「Plato's Cavern」に変更。
- 「ガウディ」がカトリックを連想させることから「JORDAN」に変更。
- アウターヘブンのコスプレ客を、コナミキャラクターに差し替え。
- スナッチャーが映画『ターミネーター』に登場するT-800の金属骨格に酷似していることから、グリーンのペインティングを追加。視覚センサーの色も赤から緑に変更されている。
- ナンセンスなギャグシーンやセクシャルハラスメント的要素は、小島のユーモアも含めてほぼすべてに渡り修正または削除されている。逆に女性への口説き文句は国内版よりも過激になっている。

ACT.3はPCエンジン版に比べ、シューティングシーンが追加されている他、グラフィックやアドベンチャーパートも一部追加されており、ボリュームアップが図られている。
後述のPlayStationやセガサターンでも海外版は発売されなかったため、正規品では本バージョンが唯一の英語版となった。
PlayStation版、セガサターン版
基本的な内容はPCエンジン版と同じだが、CGムービーの追加、グラフィックや演出面の化粧直し、BGMの差し替えなど、次世代機に合わせたリニューアルを施している。しかし、監督の小島をはじめとするオリジナルのパソコン版、PCエンジン版のスタッフはすでにPlayStation版およびセガサターン版『ポリスノーツ』の開発に移行していたため、この移植には関わっていない。小島が制作指揮にあたっていないことから、リニューアルも小島の手を離れたメーカー裁量のリファインとなり、演出はPCエンジン版とSega CD版のミックス、人物画は『ときめきメモリアル』風の艶のあるタッチに、BGMは生音を使用した環境音楽に改められた。
PlayStation版とセガサターン版は発売時期は同じだが、中身は異なる開発チームで別々に制作されたもので、内容もグラフィックやBGMに細かい違いがある。特にPlayStation版はハードメーカーによる残酷描写への規制のため一部シーンにモザイクが掛けられている。また、旧来版では実在の創作物や商標をモチーフとした演出が各所に見られたが、PlayStation版およびセガサターン版においては著作権上の問題から、コナミ作品を絡めた架空の物にすべて差し替えられた。エンディングはSega CD版ベースとなっているが、マスター音声がPCエンジン版の流用となっている関係から、PCエンジン版の尺に多少修正を加えた変更に留まっている。
移植時の変更点
- 画面色数が16色から256色になる。
- 画面レイアウトの変更
- マウスへの対応
- サウンドのバージョンアップ
- 新イベント・シナリオの変更/追加

PCエンジン mini版
KDEが2020年3月19日にリリースしたPCエンジン系ソフト約50作品をプリインストールした復刻系ゲーム機。外見こそは初代PCエンジンをベースに模したものだが SUPER CD-ROM2のソフトもいくつか収録されており、この中の一つとして本作のSUPER CD-ROM2版が収録されている。

## 開発

### 本来の構想
当初、本作はACT.5までの全5章構成で開発していたが（描かれた原画は300枚程度と言われる）、開発期間の長期化により会社から半分に分けるように命じられ、ACT.1とACT.2のみの未完の状態で発売された。
後編となるACT.3〜5は一つの作品としてはボリュームが不足するため、ACT.3の前に大統領選に絡んだスナッチ計画を阻止するエピソードを追加する予定であった。また、ネオコウベシティのスナッチャーの秘密基地を破壊し、シベリアの本拠地に向かった後のシナリオも存在した。しかし1作目の段階で1年半もの開発期間がかかってしまったために、続編の話は会社側で反故にされ実現しなかった。
クイーン病院の地下は上階と同構造ではなく、スナッチャーと遭遇したら銃撃戦を行う3Dダンジョンにして、地下道からフレディ家や工場跡に繋がることで謎が解けるというものを作っていたが、これも開発途中で頓挫した。

### 寄り道・隠し要素など
小島作品の特徴である、ゲームクリアとは直接関係の無い「寄り道」的なイベントはこのゲーム内でも随所に見られる。主なものに「うどん屋」「占い師」「ガシャポン」「ネオコウベ焼き」「エッチQ2」「電話で身の上相談」などがある。ほとんどは特定の場所でコマンドを繰り返し選択することで、イベントに遭遇したり、イベント関連のコマンドが新たに追加される。また、一部のイベントは見つけることで他のシーンでも連鎖的に変化が発生する。一例を挙げると、最初のミッションで「ハエ」を敵と誤認するイベントを出すと、以後のイベントで「ハエ」に絡んだ台詞が度々表示されるようになる。
この他に、あからさまにナンセンスだがオチを期待させる「おもしろコマンド」を表示することで、プレイヤーにあえてそのコマンドを選ばせることを誘導する寄り道も存在する。一例として、カトリーヌの家を訪問した際、「見せる」の選択肢で「JUNKER証」の他に「男の証明」が表示される。
また、本部のデータベースでは、ゲーム中のキーワードの他に開発スタッフや声優の名前でも検索が可能である。
PCエンジン版以降では、CD-ROMの大容量を生かして、これら「スタッフの遊び心」が大幅に追加されている。
登場人物の音声による警告
PCエンジンのCD-ROMは、誤ってCDプレーヤーなどのオーディオ機器で再生した場合、「このCDはゲームソフトです」と音声による警告が流れるが、本作のPCエンジン版のCD-ROMでは、これがギリアンとメタルギアによる漫才風の警告メッセージになって収録されている。通常通りPCエンジン本体にてCD-ROMを使用している限り、この特別なメッセージを聴く機会はない（セガサターン版にも同じメッセージが収録されているが、PlayStation版には存在しない）。
PCエンジンのCD-ROMは基本的に、トラック1が前述のような警告音声で、トラック2がCDプレイヤーで再生してしまうとスピーカー破損の可能性もあるゲームデータだが、トラック3以降にはゲーム中の音楽や音声（CD-DA）が収録されており、本作スナッチャーのCD-ROMもそうなっているため、サウンドトラックCDとしても使える（内蔵音源の曲は聴けない）。

## スタッフ
- 企画・脚本：小島秀夫
- キャラクターデザイン：木下富晴
- メカニカルデザイン：大田良彦
- グラフィック：吉岡さとし（PCエンジン）
- プログラム：足立敏哉
- 音楽：碇子正広（PC-88・MSX2） / 古川もとあき（PCエンジン）
- 効果音：水谷郁
- 監修：松井直樹（PC-88・MSX2）
- 海外版監修：ジェレミー・ブラウスティン（Sega CD・Mega CD）
- 移植版監督：佐々木嘉則（Sega CD・Mega CD）[10] / 綱島忠亮（PlayStation） / 相澤正幸（セガサターン）

## 評価
MSX2版
コンピュータ誌『MSXマガジン』の3人のレビュアーによる「MSX SOFTWARE REVIEW」での評価は、以下の通り119点（満150点）だった。
| 項目 | 第一印象 | 操作性 | グラフィック | シナリオ | お買得度 | 総合 |
| 得点 | 25       | 19     | 25           | 26       | 24       | 119  |

PCエンジン版「スナッチャー PilotDisk」
ゲーム誌『PC Engine FAN』の読者投票による「ゲーム通信簿」での評価は、以下の通り25.1点（満30点）だった。
| 項目 | キャラクタ | 音楽 | お買得度 | 操作性 | 熱中度 | オリジナリティ | 総合 |
| 得点 | 4.3        | 4.4  | 4.5      | 3.9    | 4.1    | 3.9            | 25.1 |

PCエンジン版「スナッチャー CD-ROMantic」
ゲーム誌『ファミコン通信』でのクロスレビューは、8・9・8・8の33点（満40点）でゴールド殿堂入りを獲得した。小島によると販売本数はおよそ10万本で、これは当時SUPER CD-ROM2用ソフト売上で『天外魔境II 卍MARU』に次ぐ2位の記録だったという。また、『PC Engine FAN』の読者投票による「ゲーム通信簿」での評価は、以下の通り27.66点（満30点）だった。
| 項目 | キャラクタ | 音楽 | お買得度 | 操作性 | 熱中度 | オリジナリティ | 総合  |
| 得点 | 4.72       | 4.75 | 4.41     | 4.45   | 4.81   | 4.53           | 27.66 |

メガCD版
米ゲーム誌『Electronic Gaming Monthly』の5人のレビュアーによるクロスレビューは、9・9・7・8・9の44点（満50点）だった。
PlayStation版
ゲーム誌『ファミ通』でのクロスレビューは合計29点（満40点）、『Play Station Magazine』の読者投票による「ゲーム通信簿」での評価は、以下の通り23点（満30点）だった。
| 項目 | キャラクタ | 音楽 | お買得度 | 操作性 | 熱中度 | オリジナリティ | 総合 |
| 得点 | 4.3        | 4.0  | 3.9      | 3.6    | 3.9    | 3.4            | 23.0 |

セガサターン版
ゲーム誌『ファミ通』でのクロスレビューは合計28点（満40点）、『SATURN FAN』の読者投票による「ゲーム通信簿」での評価は、以下の通り22.4点（満30点）だった。
| 項目 | キャラクタ | 音楽 | お買得度 | 操作性 | 熱中度 | オリジナリティ | 総合 |
| 得点 | 4.0        | 3.7  | 3.7      | 3.6    | 4.0    | 3.5            | 22.4 |

## 関連商品

### CD
スナッチャー（サウンドトラック）
PC-8801mkIISRのサウンドボードII版BGMを収録したサウンドトラック。随所に英語音声によるショートドラマを挿入したドラマCD仕立てになっている。付属のライナーノーツは、開発スタッフによる座談会の他、日の目を見なかったパソコン版ACT.3の原画も載っている貴重な資料となっている。
音源は製品版のマスターアップ前に収録されたもので、一部楽曲が製品版と異なっている。
パーフェクトセレクション スナッチャー&SDスナッチャー
アレンジャー5名による、『スナッチャー』と『SDスナッチャー』のフルアレンジバージョン9曲を収録したアレンジアルバム。一部の曲はPCエンジン版に流用されている。
スナッチャー・サウンドクリップ
PCエンジン版の発売前に、1992年8月号の『PC Engine FAN』とのタイアップ企画で応募者全員にプレゼントされた8cm CD。アレンジBGMやショートドラマ、予告音声などを収録。ショートドラマでは、ギリアンの声は屋良だが、他のキャラクターは別のキャストになっている。ラジオドラマは井出安軌が担当した。
THE CYBER PUNK ADVENTURE SNATCHER -ZOOM TRACKS-
PCエンジン版のサウンドをベースに、古川もとあき（コナミ矩形波倶楽部）書き下ろしのアレンジ曲2曲と未使用曲4曲を含めた全11曲を収録したサウンドトラック。
SCCメモリアル・シリーズ スナッチャー －ジョイントディスク－
MSX2のSCC版BGMと『SDスナッチャー』のBGMを全曲収録したCD3枚組のサウンドトラック。初回版には外ケースが付いており、ジャンカー・キーホルダーが同梱されていた。
ミディパワー バージョン5.0 スナッチャー
ローランド製MIDI音源のSC-88で作成した『スナッチャー』と『SDスナッチャー』のアレンジ曲を収録したアレンジアルバム。
パーフェクトセレクション スナッチャー・バトル
『スナッチャー』と『SDスナッチャー』のハードロック・アレンジバージョン。坂本英三によるボーカル曲も収録。
SNATCHER>>POLICENAUTS 小島秀夫監督作品 音楽集 黒盤
小島秀夫監督作品の『スナッチャー』と『ポリスノーツ』のコンビネーションアルバム。

### 書籍
チャレンジ!! パソコンAVG＆RPG V (電波新聞社)
『マイコンBASICマガジン』攻略本シリーズの一冊。PC88・MSX2版スナッチャーの攻略、そして開発者（チーム・メタルスレイブ）のインタービューを含む。
スナッチャー公式ガイドブック（小学館）
PCエンジン版スナッチャーの攻略本。内容はAct.1〜2の攻略記事、スタッフ座談会など。
スナッチャーのすべて（宝島社）
『HIPPON SUPER!』別冊の攻略本。

## 雑誌広告の遍歴
PC-8801シリーズ版/MSX2版
以下は全て『マイコンBASICマガジン』掲載の広告。
- 1988年1月号（広告初掲載）

サイケデリック・アドベンチャー『スナッチャー』
PC-8801mkIISR/MR/FR/FH/MH/VA/MA/FA
FM音源対応 5"ディスク2枚組 1988年2月発売予定
- 当初は同じPC-88シリーズで発売予定だった『マルチモードRPG 救聖樹 マーゼル神話』とセットで広告が打たれていた

- 1988年2月号
  - ディスク枚数の「2枚組」の表記が外れる
  - 「1988年2月発売予定」が「今春発売予定」に変更
- 1988年3月号
  - 「今春発売予定」が「現在開発中」に変更
- 1988年4月号〜6月号

（広告掲載なし）
- 1988年7月号
  - 「予告第1弾」の文字が入る
  - 「サイケデリック・アドベンチャー」が「サイバーパンク・アドベンチャー」に変更
  - MSX2版の発売予定が追加される

MSX2対応 3.5"2DD（ディスク3枚組）+SCCカートリッジ付
価格未定 緊急制作開始!/8月全国発売予定
PC8801版も同時発売
  - 『救聖樹』の広告が消える
- 1988年8月号
  - 予告第2弾

MSX2対応 3.5"2DD（ディスク3枚組）+専用サウンドカートリッジ付 9,800円
PC8801（SR以降）対応 5"2D（ディスク5枚組） FM音源対応（ステレオ） 8,800円
11月下旬全国同時発売
  - 『コナミ・サイバーパンクフェスタ』開催

タイトル名『ス○ッチャー』の○に入る文字をハガキで応募するもの。賞品は10万円商品券、トランシーバーなど。
- 1988年9月号
  - MSX用ソフト広告の一画に「発売延期のお知らせ」が掲載されるのみ
- 1988年10月号
  - MSX用ソフト広告の一画に「11月下旬発売予定」が掲載されるのみ
- 1988年11月号
  - 予告第3弾

11月26日同時発売
- 1988年12月号
  - 「予告第○弾」→「ついに登場」に
  - 発売日は「11月26日同時発売」のまま
- 1989年1月号
  - パソコン版スナッチャーの広告掲載終了（入れ替わりでPC-98版『電脳将棋』の広告になる）
  - スーパーソフトコーナーの「チャレンジ!ADV」でスナッチャーの特集が組まれる

SDスナッチャー（MSX2版）
以下は全て『MSXマガジン』掲載の広告。
- 1990年1月号

MSX2/MSX2+ ディスク+SCCカートリッジ
1月発売予定 9,800円(税別)
- 1990年2月号〜4月号

（広告掲載なし）
- 1990年5月号
  - 「1月発売予定」→「4月26日発売」に変更
- 1990年6月号
  - 「4月26日発売」→「好評発売中」に変更
- 1990年7月号
  - SDスナッチャーの広告掲載終了（入れ替わりで『メタルギア2 ソリッドスネーク』の広告になる）

## 備考
このゲームは元々「JUNKER」というタイトル名が考えられていたが、商標が取れなかったため、やむなく「SNATCHER」のタイトル名になった。しかし今度は海外でSFホラー映画の『SF/ボディ・スナッチャー』と混同される羽目になった。また、最初期の雑誌広告では「サイケデリック・アドベンチャー」と表記されていたが、これは当初、会社側が「サイバーパンク」という言葉が理解できず、使用が認められなかったためと言われている。
パソコン版の広告で使われた、ギリアンが振り向いて銃を向けているポスターはイラストレーターの開田裕治によるもの。
スナッチャーのCD-ROMバージョンを開発するにあたり、CD-ROMをフル活用できるプラットフォームとして、PCエンジンの他にPC-9821やFM-TOWNSでの発売も検討されたが、最終的にはハードウェアの普及台数の多さでPCエンジンがプラットフォームとして選ばれた。その後、PC-9821では同じ小島秀夫が手がけたアドベンチャーゲームの『ポリスノーツ』が発売されている。
PCエンジンの解説書では、納谷悟朗のクレジット表記が「納屋悟朗」に、井上喜久子が「井上貴久子」に、それぞれ誤植されている。これらはPlayStation版、セガサターン版の解説書でも修正されていない。
パソコン版、PCエンジン版では「ネオ・コウベ・シティのマークは『逆ぎっちょ』と呼ばれて親しまれている」という設定があったが、「ぎっちょ」の言葉が差別用語にあたることから、PlayStation版、セガサターン版では設定が削除されている。
メタルギアの声優候補には小山茉美の他にTARAKOが上がっていた。仮に起用されていたら、ギリアンとアニメ『ちびまる子ちゃん』の親子コンビが実現していた。
海外版ではトライサイクルが「ターボサイクル」となっているが、ギリアンは序盤でターボサイクルを "Flying tricycle" （空飛ぶ三輪車）と比喩している。海外版はメッセージが英語になっているが、それはプレイヤー用に翻訳したもので、登場する人物は全て日本の公用語である日本語で話しているという裏設定がある。特にギリアンは英会話はおろか、英語のヒアリングもできない。
射撃訓練システムのジャンカーズ・アイは、1980年代後半にゲームセンターで設営されていたセガの「ブルズ・アイ」が元ネタである。
内輪ネタ（あいるは小島の個人ネタ）として "Creeping Silence" の曲には「スピナー、スピナーへ〜」という歌詞が付けられていた。また、ランダム・ハジルは『ランダム鼻汁』と呼ばれていた。パソコン版の開発中は小島は「スデオ・シード」の名前でプレイしていた。
女性プレイヤーにはギリアンよりもランダムの方が人気があり、バレンタインデーに届けられたチョコレートもランダム宛ての方が多かったという。なお、小島はジェミーの大ファンである。